# Conseillers généraux de l'Oise (2011-2014)
Les conseillers généraux de l'Oise sont au nombre de 41. Yves Rome en a été élu président le 20 mars 2004. Socialiste, il prend la présidence d'un conseil général présidé par le RPR puis par l'UMP depuis 1985.

## Exécutif départemental

### Président
Yves Rome, homme politique français, né à Marvejols. 
Il est élu, en juin 1997, député de la 1re circonscription de l’Oise, composé des cantons de Beauvais-Nord-Est, de Beauvais-Nord-Ouest, de Breteuil, de Crèvecœur-le-Grand, de Froissy, de Maignelay-Montigny, canton de Marseille-en-Beauvaisis, de Nivillers et de Saint-Just-en-Chaussée et ravit le siège au député sortant Olivier Dassault. À l’Assemblée nationale, il siège à la commission des affaires culturelles et sociales. Il est battu aux élections législatives de  2002, par Olivier Dassault. Il réussit cependant à ravir le siège de président du conseil général de l'Oise à Jean-François Mancel, dans le cadre des élections cantonales de 2004. Il est réélu président du département en 2008 et en 2011.

### 1ervice-président
André Vantomme(Parti socialiste) a été élu conseiller général de Clermont depuis 1982. Il a également été maire de Clermont jusqu'en 2001. Il est également sénateur depuis le 23 septembre 2001. Il fut l'un des soutiens de Laurent Fabius, dans sa campagne interne pour l'investiture socialiste.
En 2008, il est réélu conseiller général au premier tour. Vice-président, il est chargé de l'aide aux collectivités locales, du logement et de la coopération.

### 2evice-président
Patrice Carvalho (PCF a été élu conseiller général de Ribécourt-Dreslincourt depuis 1992. Il est par ailleurs maire de Thourotte depuis 1989. Député de la sixième circonscription de l'Oise de 1997 à 2002 il redevient député en 2012.
En 2011, il est réélu conseiller général au premier tour. Vice-président, il est chargé de la voirie départementale et des infrastructures.

### 3evice-président
Gérard Weyn (Parti socialiste) a été élu conseiller général du canton de Creil-Nogent-sur-Oisedepuis 1998. Il est également maire de Villers-Saint-Paul depuis 1989.
En 2011, il est réélu conseiller général au second tour. Vice-président, il est chargé de la vie associative et sportive.

### 4evice-président
Georges Becquerelle (Parti socialiste) a été élu conseiller général du canton de Beauvais-Nord-Ouest depuis 1988.
Réélu sans interruption, il est vice-président, chargé des ressources humaines et de l’administration générale. Il est également 1er vice-président du SDIS 60 (Service départemental d'incendie et de secours de l'Oise)

### 5evice-président
Sylvie Houssin (Parti socialiste) a été élue conseillère générale du canton de Beauvais-Sud-Ouest depuis 1998.
En 2011, elle est réélue conseillère générale au second tour. Vice-présidente, elle est chargée de l'habitat et de la politique de la ville.

### 6evice-président
Roger Menn (Parti socialiste) a été élu conseiller général du canton de Liancourtdepuis 1988 et maire de Liancourt depuis 1989.
En 2008, il est réélu conseiller général au second tour. Vice-président, il est chargé de l'insertion et de la solidarité. il est également président de Oise habitat depuis 2001.

### 7evice-président
Jean-Paul Douet (Parti socialiste) a été élu conseiller général du canton de Nanteuil-le-Haudouin depuis 1998. Il est également maire de Montagny-Sainte-Félicité depuis 1983.
Réélu en 2008, il est vice-président chargé de l’action culturelle et de l’autonomie des personnes.

### 8evice-président
Alain Blanchard (PCF) a été élu conseiller général du canton de Montataire depuis 1994. Il est conseiller municipal à la ville de Saint-Leu-d'Esserent depuis 2008.
Réélu en 2008, il est vice-président chargé de l’éducation et de la jeunesse.

### 9evice-président
Joseph Sanguinette (Parti socialiste) a été élu général du canton de Ressons-sur-Matz depuis 1997.  Il est également maire de Coudun depuis 2001.
Réélu en 2008, il est vice-président  chargé du développement durable et de l’environnement.

### 10evice-président
Jean-Louis Aubry (Parti socialiste), a été élu conseiller général du canton de Coudray-Saint-Germer depuis 2001. 
Réélu en 2008, il est vice-président chargé du tourisme.

### 11evice-président
Thierry Maugez PRG, a été élu conseiller général du canton de Songeons depuis 2004. Il succède à Brigitte Magnier (DVD), il est également maire d'Hanvoile depuis 1995.
Rééelu au premier tour des élections cantonales de 2011, il est vice-président chargé du service public départemental, de la ruralité du cadre de vie et des liaisons douces.

## les conseillers généraux par groupe
Groupe PS :
- Charles Pouplin (SE) : Il est élu pour la première fois en 2008, sur le canton d'Estrées-Saint-Denis il succède à Marcel Fouet (UMP). Il est également maire d'Estrées-Saint-Denis depuis 2001.
- Michel Delmas (PS): Il est élu au second tour des élections cantonales de 2011, sur le canton de Pont-Sainte-Maxence, il succède à Jean-Claude Hrmo. Il est également  maire de Pont-Sainte-Maxence depuis 2008.
-Jérôme Furet (PS): Il est élu au second tour des élections cantonales de 2011, sur le canton de Crépy-en-Valois, il succède à Gilles Masure (PCF).
- Bertrand Brassens (PS): Il est  élu pour la première fois en 2001, sur le canton de Compiègne-Sud-Est où il succède à Michel Mahieux (DVD)

- Patrick Deguise (PS): Il est élu pour la première fois en 2004, sur le canton de Noyon où il succède à Pierre Descaves (FN), il est également maire de Noyon depuis 2008.
- Jean-Claude Villemain (PS): Il est élu pour la première fois en 2001, sur le canton de Creil-Sud où il succède à Isabelle Mifsud, il est également maire de Creil depuis 2008.
- François Ferrieux (PS): Il est élu pour la première fois en 1994, sur le canton de Compiègne-Sud-Ouest où il succède à Michel Lemaire (PS).
- Thibault Delavenne (PRG): Il est élu pour la première fois en 2001, sur le canton de Guiscard, où il succède à Gérard Lecomte (PS). Il est également maire de Guiscard depuis juin 2010.
- Anne-Claire Delafontaine (PS): Elle est élue  pour la première fois en 2004, sur le canton de Mouy succédant à Jean Sylla (PCF). Elle est également maire de Mouy depuis 2008.
- Thibaud Viguier  (PS): Il est élu pour la première fois en 2011 sur le canton de Beauvais-Nord-Est succédant à Henri Bonan (PS).
- Gérard Auger (PS): Il est élu pour la première fois en 2008, sur le canton de Neuilly-en-Thelle, succédant à Cécile Brémard (DVD. Il est également maire de Neuilly-en-Thelle depuis 2001.
- Thierry Frau (PS): Il est élu pour la première fois en 1992, sur le canton de Lassigny, succédant à François-Michel Gonnot (UDF). Il est également maire de Lassigny depuis 2008.
- Joël Patin (PRG): Il est élu pour la première fois en 2008, sur le canton de Grandvilliers, succédant à Guy Bouvier (UMP).
Groupe UMP:
- Jérôme Bascher (UMP): Il est élu pour la première fois en 2011, sur le canton de Senlis, il succède à Christian Patria (UMP). Il a été entre 2002 et 2008, conseiller budgétaire de 3 ministres (Recherche, Culture et Budget). 
- Bruno Oguez (UMP): Il est élu pour la première fois en 2001, sur le canton d'Auneuil, il succède à Jean Guludec (DVD).
- Gérard Lemaitre (DVD): Il est élu pour la première fois en 2004, sur le canton de Chaumont-en-Vexin, il succède à Bernard Renaud (RPR). Il est également maire de Senots depuis 2001.

- André Coët (UMP): Il est élu pour la première fois en 2004 sur le canton de  Crèvecœur-le-Grand, il succède à Pierre Varlet (UMP). Il est également maire de Crèvecœur-le-Grand depuis 2001.
- Alain Letellier (UMP) :  Il est élu pour la première fois en 1982 sur le Méru, il succède ainsi à Guy Vadepied (PS). Il est également maire de Saint-Crépin-Ibouvillers depuis 1989. 
- Jean-François Mancel (UMP) : Il est élu pour la première fois en 1979 sur le canton de Noailles, il succède ainsi à M. Bonal (RPR).
Il est également député depuis 1978. Il fut également président du conseil général de 1985 à 2004.
- Jean Cauwel (UMP): Il est élu pour la première fois en 2001 sur le canton de Breteuil, il succède ainsi à Patrick Koster (PS).
- Alain Vasselle (UMP): Il est élu pour la première fois en 1974 sur le Froissy, il succède ainsi à Paul Vasselle (DVD); Il est par ailleurs maire d'Ourcel-Maison depuis 1974 et sénateur depuis 1992.
- Patrice Fontaine (UMP): Il est élu pour la première fois en 1986 sur le canton de Maignelay-Montigny, il succède ainsi à Marcel Ville (PS).
- Frans Desmedts (UMP) : Il est élu pour la première fois en 2004 sur le canton de  Saint-Just-en-Chaussée, il succède ainsi à Jean-Pierre Braine (PS). Il est également maire de Saint-Just-en-Chaussée depuis 2001.
- Lucien Degauchy (UMP):  Il est élu pour la première fois en 1985 sur le canton d'Attichy, il succède ainsi à Henri Massein (PS). Il est également député depuis 1992 et maire de Courtieux depuis 1977.
- Éric de Valroger (UMP):Il est élu pour la première fois en 2002 sur le canton de Compiègne-Nord, il succède ainsi à Philippe Marini (UMP).